# 亞特蘭大貝加莫足球俱樂部
亞特蘭大貝加莫足球俱樂部（義大利語：Atalanta Bergamasca Calcio）乃一家位於意大利倫巴第省貝加莫市的足球會，現時在意大利甲組聯賽作賽，主場館為意大利蓝色竞技体育场（Stadio Atleti Azzurri d'Italia），球衣為藍黑色。
這支球隊成立於1907年，於1929年正式在意大利職業聯賽作賽，1937年第一次在甲組比賽，但隨即降班。長期以來阿特蘭大都是在次級聯賽打滾，所得榮譽撇除意大利杯，最佳成績不過是乙組聯賽冠軍。亞特蘭大於2006年升班後一直在中游浮沉，仅在2009年降入乙级并于次年重返顶级联赛。
亞特蘭大以其優秀的青訓系統聞名，曾為意大利國家足球隊培育不少本土人才，最著名計有多纳多尼、维耶里、因扎吉等等。
2023-24賽季，亞特蘭大在歐足總歐洲聯賽決賽，以3-0擊敗51場不敗的勒沃庫森，取得隊史上第一座歐洲盃賽冠軍。

## 歷史

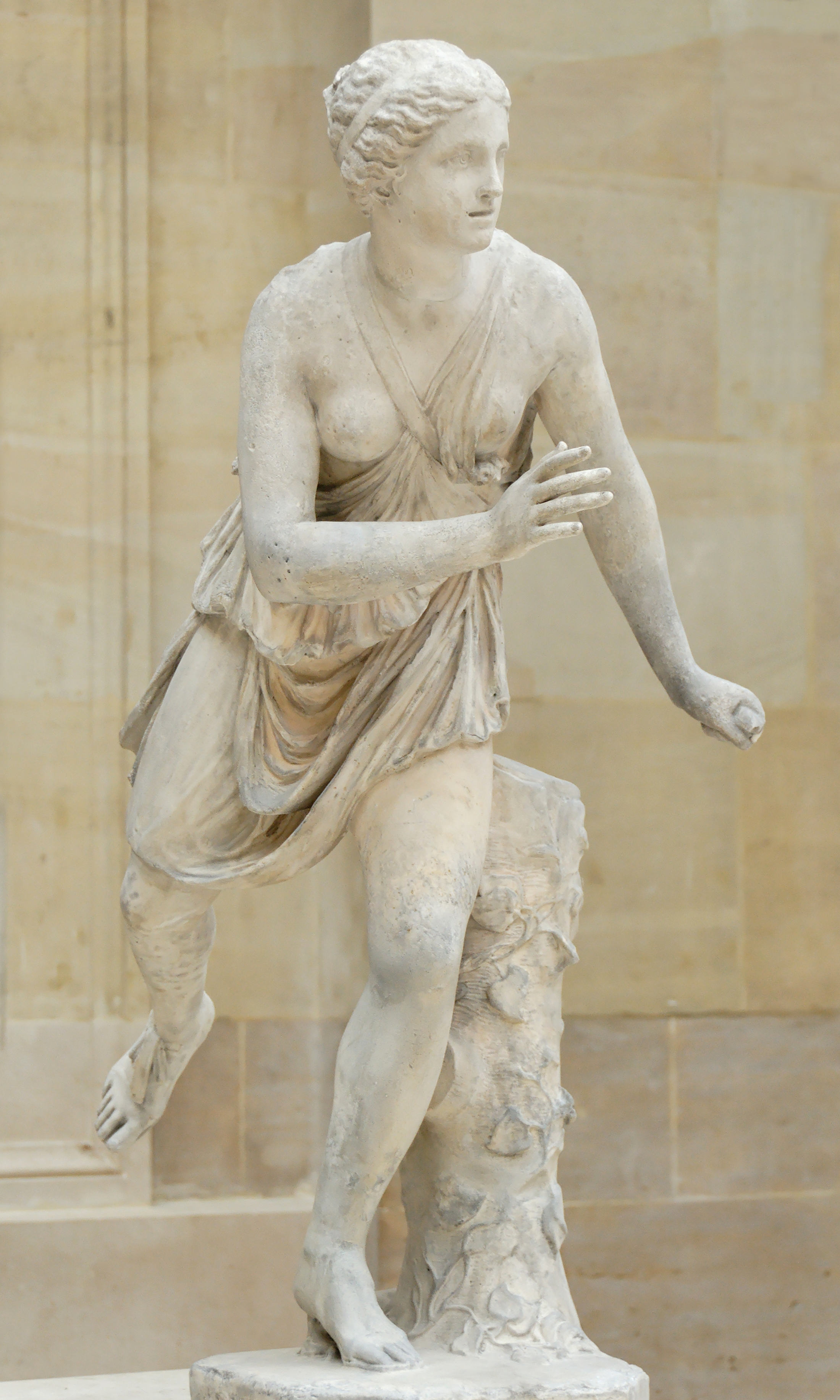
亞特蘭大命名源於希腊神话捷足善走之美麗少女「阿塔兰忒」

亞特蘭大於1907年由一群富有的瑞士移民建立，初時稱為「"亞特蘭大" 貝加莫體操及田徑運動會社」（Società Bergamasca di Ginnastica e Sports Atletici "Atalanta"），名字取自希腊神话中的女英雄阿塔蘭塔，新球會直到1914年才獲得意大利足球總會的承認。1924年亞特蘭大與同市的「貝加莫體操及箭藝會」（Bergamasca di Ginnastica e Scherma ）合併組成「亞特蘭大及貝加莫體操及箭藝會」（Atalanta e Bergamasca di Ginnastica e Scherma），於1928年搬遷到現時的會址。
亞特蘭大於1929年開始參加義大利足球聯賽，直至1937年才首次升班到意甲，但隨即降班打回原形。亞特蘭大於1940年捲土重來再戰意甲，並一直保持頂級聯賽席位至1958年；僅一季後即贏得意乙冠軍重返甲組，更於1963年以3-1擊敗奪得首次意大利盃冠軍。1969年亞特蘭大以墊底成績降班意乙。1970年意乙三隊同得47分排於積分榜第二位，亞特蘭大在附加賽兩戰兩勝獲得升班資格。惟兩年後再次降班，開始一段長時期在甲乙組之間浮沉的歲月。亞特蘭大在意甲最佳成績是在1948年所取得的第5位，但於1981年首次降班意丙，幸好僅一季即以冠軍身份返回意乙，更於1984年贏得意乙冠軍升上意甲。但亞特蘭大仍然是升降機，分別於1987年、1994年、1998年、2003年、2005年及2010年降班。
亞特蘭大贏得的重要錦標可谓凤毛麟角，唯一獎盃是1963年奪得的意大利盃。在歐洲賽場更是微不足道，最佳成績不過是晉級1988年歐洲盃賽冠軍盃的四強及1991年歐洲足協盃的八強。2019-2020赛季欧冠联赛亚特兰大两回合8:4战胜西甲球队瓦伦西亚，成功晋级欧冠八强，成为意甲联赛近20年首支欧冠首秀就进八强的意甲球队，也成为了一直欧冠改制后第49支八强球队。
亞特蘭大的青訓系統出產無數著名球星，包括（前國家隊主教練）、（Alessio Tacchinardi）、（Domenico Morfeo）、（Giampaolo Pazzini）、（Riccardo Montolivo）、（Ivan Pelizzoli）及（Samuele Dalla Bona）等，一一被大球會收歸旗下。而曾經效力的著名球員包括（Claudio Caniggia）、格伦·斯特伦贝里（Glenn Strömberg）、艾林美奧（Alemão）、（Paolo Montero）、（Christian Vieri）、（Filippo Inzaghi）、（Gianluigi Lentini）、（Cristiano Lucarelli）及（Cristiano Doni）等。

### 近況
阿特蘭大在新領隊加斯柏連尼於2016年接任後，成績開始突飛猛進，2018/19球季以季軍完成意甲聯賽，首次打入前四取得歐聯資格。2019/20球季再度取得季軍並再次進軍歐聯，當季的歐聯比賽更在前3場全敗、前4場僅得1分的劣勢下成功晉級，在16強兩回合8:4擊敗華倫西亞，8強面對巴黎聖日耳門。
2020-21赛季，在客场战胜阿贾克斯后，亚特兰大第二次进入欧冠联赛的16强。球季結束時，阿特蘭大连续第三次获得欧冠资格和意甲第三名。
2023-24賽季，亞特蘭大在歐足總歐洲聯賽以3-0擊敗51場不敗的勒沃庫森，取得隊史上第一座歐洲聯賽冠軍。

## 敵對球隊
亞特蘭大的「貝加莫打吡」對手為阿爾比諾萊費，但與的競爭氣氛越來越激烈，被視為伦巴第大區的打吡戰。

## 官方贊助商
亞特蘭大於1980/81年球季才開始獲得贊助，而球衣廣告直到1982/83年才出現。
| - 1980-81年 Manifattura Sebina - 1981-89年 Sit-In - 1989-95年 Tamoil - 1995-00年 Somet - 2000-02年 Ortobell | - 2002-05年 Promatech - 2005-06年 Sit-In Sport - Elesite - 2006-10年 Sit-In Sport - Daihatsu - 2010-11年 AXA Assicurazioni - Daihatsu - 2011-12年 AXA Assicurazioni - Konica Minolta |

## 主場球場

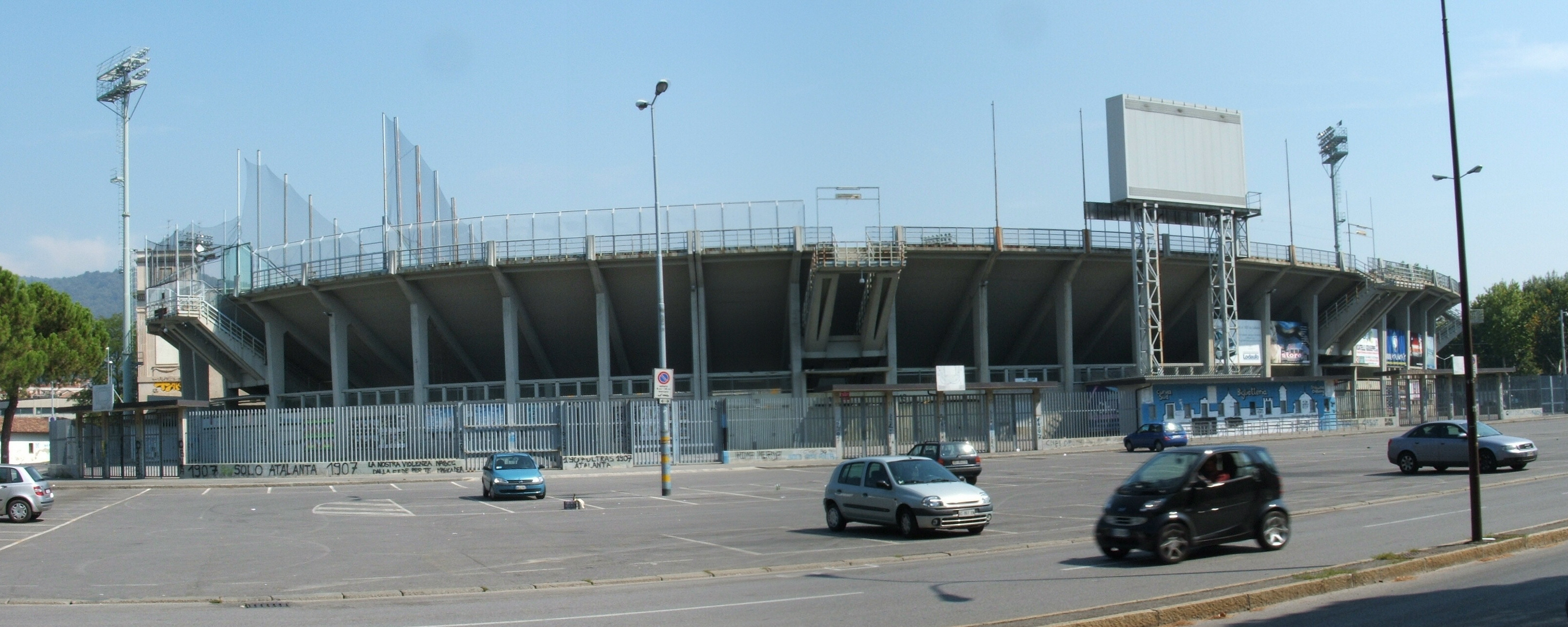
意大利蓝色竞技体育场外觀

意大利蓝色竞技体育场（Stadio Atleti Azzurri d'Italia）是位於義大利貝加莫的足球運動場，由亞特蘭大與阿爾比諾萊費共同使用，可容24,642名觀眾，約有8,000坐席，而球場草坪長120米及闊70米。初時名為「Stadio Mario Brumana」，於1928年12月23日揭幕。
這個球場被很多人視為落伍及未達意甲球場的標準，部分看台視野不佳，而且大部分看台沒有頂蓋，雖然传闻亞特蘭大有計畫搬遷主場，惟一直只聞樓梯響。

## 榮譽

### 國內
- 意大利盃冠軍：1963

- 意乙冠軍：1927–28, 1939–40, 1958–59, 1983–84, 2005–06, 2010–11

- 意丙冠軍：1981–82

### 歐洲
- 歐霸盃冠軍：2023–24

## 球員名單（2025/26）
1. 粗體字為新加盟球員（青年隊提升不計）。
2. 者為傷患球員。
3. 取消共有球員制。
4. 2025年夏季轉會窗（英语：List of Italian football transfers summer 2025）：6月1日至10日，6月16日至9月1日。

### 現役球員
| 號碼  | 國籍                 | 球員                                   | 位置       | 年齡  | 加盟年份 | 前屬球會   | 轉會費      |
| 門 將 | 門 將                | 門 將                                  | 門 將      | 門 將 | 門 將    | 門 將      | 門 將       |
| ----- | -------------------- | -------------------------------------- | ---------- | ----- | -------- | ---------- | ----------- |
| 29    | 義大利               | （Marco Carnesecchi）                  | 門將       | 25    | 2019     | 青年隊     | --          |
| 31    | 義大利               | （Francesco Rossi）                    | 門將       | 34    | 2009     | 青年隊     | --          |
| 57    | 義大利               | （Marco Sportiello）                   | 門將       | 33    | 2025     | AC米兰     | 100萬歐元   |
| 後 衛 |                      |                                        |            |       |          |            |             |
| 3     | 科特迪瓦             | 奧迪隆·科蘇努（Odilon Kossounou）            | 中堅       | 24    | 2024     | 利華古遜   | 2,000萬歐元 |
| 4     | 瑞典                 | 伊薩克·希恩（Isak Hien）               | 中堅       | 26    | 2024     | 維羅納     | 850萬歐元   |
| 16    | 義大利               | （Raoul Bellanova）                    | 右閘       | 25    | 2024     | 拖連奴     | 2,000万欧元 |
| 19    | 阿尔巴尼亚           | （Berat Djimsiti）                     | 中堅       | 32    | 2016     | FC蘇黎世   | 自由轉會    |
| 22    | 英格兰               | （Ben Godfrey）                        | 中堅       | 27    | 2024     | 愛華頓     | 900萬歐元   |
| 23    | 波斯尼亚和黑塞哥维那 | （Sead Kolašinac）                     | 中堅       | 32    | 2023     | 马赛       | 自由转会    |
| 27    | 義大利               | 馬可·帕萊斯特拉（Marco Palestra）      | 右中場     | 20    | 2024     | 青年隊     | --          |
| 42    | 義大利               | （Giorgio Scalvini）                   | 中堅       | 21    | 2020     | 青年隊     | --          |
| 69    | 義大利               | 霍斯特·阿哈诺尔（Honest Ahanor）       | 左后卫     | 17    | 2025     | 热那亚     | 1,600萬歐元 |
| 77    | 義大利               | （Davide Zappacosta）                  | 右中場     | 33    | 2021     | 車路士     | 900萬歐元   |
| 中 場 |                      |                                        |            |       |          |            |             |
| 6     | 加纳                 | 易卜拉欣·蘇勒曼娜（Ibrahim Sulemana）  | 防守中場   | 22    | 2024     | 卡利亚里   | 750萬歐元   |
| 7     | 加纳                 | （Kamaldeen Sulemana）                 | 左翼       | 23    | 2025     | 修咸頓     | 1,700萬歐元 |
| 8     | 克罗地亚             | （Mario Pašalić）                      | 正中場     | 30    | 2018     | 車路士     | 1,450萬歐元 |
| 10    | 塞尔维亚             | （Lazar Samardžić）                    | 正中場     | 23    | 2024     | 乌迪内斯   | 1,480萬歐元 |
| 13    | 巴西                 | （Éderson）                            | 正中場     | 26    | 2022     | 沙勒尼塔納 | 2,100萬歐元 |
| 15    | 荷兰                 | （Marten de Roon）                     | 防守中場   | 34    | 2017     | 米杜士堡   | 1,670萬歐元 |
| 17    | 比利时               | （Charles De Ketelaere）               | 進攻中場   | 24    | 2023     | AC米兰     | 2,200萬歐元 |
| 44    | 義大利               | 馬可·布雷西亞尼尼（Marco Brescianini） | 正中場     | 25    | 2024     | 弗羅西諾內 | 1,000萬歐元 |
| 59    | 波兰                 | （Nicola Zalewski）                    | 左中場     | 23    | 2025     | 国际米兰   | 1,700萬歐元 |
| -     | 荷兰                 | （Mitchel Bakker）                     | 左翼／左閘 | 25    | 2023     | 勒沃库森   | 1,000萬歐元 |
| 前 鋒 |                      |                                        |            |       |          |            |             |
| 9     | 義大利               | （Gianluca Scamacca）                  | 中鋒       | 26    | 2023     | 西汉姆联   | 2,500萬歐元 |
| 11    | 奈及利亞             | （Ademola Lookman）                    | 影子前鋒   | 27    | 2022     | RB萊比錫   | 900萬歐元   |
| 70    | 義大利               | （Daniel Maldini）                     | 進攻中場   | 23    | 2025     | 蒙扎       | 1,000萬歐元 |
| -     | 马里                 | （El Bilal Touré）                     | 前鋒       | 23    | 2023     |            | 2,800萬歐元 |
| -     | 摩洛哥               | 尼古拉·克尔斯托维奇（Nikola Krstović） | 前鋒       | 25    | 2025     | 萊切       | 2,500萬歐元 |

、及分別為隊長、副隊長、第三隊長及第四隊長

1. ↑  租借一季(24/25)後買斷，租借費500萬歐元
2. ↑  另浮動條款500萬歐元
3. ↑  另浮動條款400萬歐元
4. ↑  另浮動條款400萬歐元
5. ↑  租借兩季(18/19、19/20)後買斷，租借費250萬歐元
6. ↑  租借一季(24/25)後買斷，租借費500萬歐元
7. ↑  租借一季(23/24)後買斷，租借費300萬歐元
8. ↑  租借一季(24/25)後買斷，租借費200萬歐元
9. ↑  另浮動條款500萬歐元
10. ↑  另附加條款為300萬歐元

### 外借球員
| 號碼             | 國籍             | 球員             | 位置             | 年齡             | 加盟年份         | 外借球會         | 外借球季         |
| 2025年夏季轉會窗 | 2025年夏季轉會窗 | 2025年夏季轉會窗 | 2025年夏季轉會窗 | 2025年夏季轉會窗 | 2025年夏季轉會窗 | 2025年夏季轉會窗 | 2025年夏季轉會窗 |
| ---------------- | ---------------- | ---------------- | ---------------- | ---------------- | ---------------- | ---------------- | ---------------- |

### 離隊球員
1. 『*』為先租出一季或半季後售出。

| 號碼             | 國籍             | 球員                    | 位置             | 年齡             | 加盟年份         | 加盟球會         | 轉會費           |
| 2025年夏季轉會窗 | 2025年夏季轉會窗 | 2025年夏季轉會窗        | 2025年夏季轉會窗 | 2025年夏季轉會窗 | 2025年夏季轉會窗 | 2025年夏季轉會窗 | 2025年夏季轉會窗 |
| ---------------- | ---------------- | ----------------------- | ---------------- | ---------------- | ---------------- | ---------------- | ---------------- |
| 1                | 阿根廷           | （Juan Musso）          | 門將             | 31               | 2021             | 马德里竞技       | 300萬歐元*       |
| 2                | 義大利           | （Rafael Tolói）        | 中堅             | 34               | 2015             | 聖保羅           | 自由轉會         |
| 5                | 奥地利           | 史蒂芬·波許（Stefan Posch） | 右閘             | 28               | 2025             | 博洛尼亚         | 租借歸還         |
| 7                | 哥伦比亚         | （Juan Cuadrado）       | 右中場           | 37               | 2024             | 比薩             | 自由轉會         |
| 22               | 義大利           | （Matteo Ruggeri）      | 左中場           | 23               | 2020             | 马德里竞技       | 1,700萬歐元      |
| 25               | 法國             | （Michel Adopo）        | 中場             | 25               | 2023             | 卡利亚里         | 380萬歐元*       |
| 28               | 葡萄牙           | （Rui Patrício）        | 門將             | 37               | 2024             | 艾阿恩           | 自由轉會         |
| 32               | 義大利           | （Mateo Retegui）       | 中鋒             | 26               | 2024             | 艾卡迪沙         | 6,825萬歐元      |
| 93               | 法國             | （Brandon Soppy）       | 後衛             | 23               | 2022             | 洛桑体育         | 自由轉會         |
| 99               | 義大利           | （Roberto Piccoli）     | 前鋒             | 24               | 2020             | 卡利亚里         | 1,200萬歐元*     |

## 著名球員
- 柏蘭迪利（1978-79）
- 鄧納東尼（1982-83）
- 肯尼吉亞（1989-92，1999-2000）
- 韋利（1995-96, 2006-2007）
- 恩沙基（1996-97）
- 弗罗伊勒（2003-）
- 蒂莫西·卡斯塔涅（2017-20）

## 外部連結
- 球會官方網站 （页面存档备份，存于）